# Rabat (Städtebau)
Rabat ist bei mittelalterlichen Städten in Zentralasien eine Vorstadt, die außerhalb der Stadtmauer des Schahrestan liegt.